# Arved
 (mai 2021).
Arved est un prénom masculin allemand et estonien pouvant désigner:

## Prénom
- Arved Birnbaum (en), acteur allemand
- Arved Crüger (en) (1911-1942), aviateur allemand de la Luftwaffe
- Arved Deringer (en) (1913-2011), homme politique allemand
- Arved Fuchs (né en 1953), explorateur polaire et écrivain allemand
- Arved Heinrichsen (en) (1879-1900), joueur d'échecs lituanien
- Arved von Schultz (en) (1883-1967), géographe allemand
- Arved Toots (en) (1930-1992), agronome estonien
- Arved Viirlaid (en) (1922-2015), écrivain canado-estonien